# The Archies
The Archies war eine fiktive US-amerikanische Trickfilm-Musikgruppe, die ab 1968 für vier Jahre durch einige Hits weltweit bekannt wurde und ihren Ursprung in den gleichnamigen Comics von John L. Goldwater und Bob Montana hatte.

## Entstehungsgeschichte
Musikproduzent und Musikpromoter Don Kirshner hatte im August 1966 die Retorten-Rockband Monkees ins Leben gerufen und sie in der gleichnamigen Fernsehserie bei NBC untergebracht. Die TV-Serie diente als Vehikel zur Promotion der Monkees-Platten, die von Sessionmusikern eingespielt wurden und zu enormen Verkaufserfolgen avancierten. Als im März 1968 der Erfolg der Monkees schwand, suchte Kirshner nach einer Neuauflage dieser Erfolgsgeschichte. Nachdem im Mai 1968 das Musikmagazin Billboard berichtet hatte, dass Promoter Kirshner eine neue Rockgruppe zusammenstellen würde, um mit ihr die Cartoon-TV-Serie The Archies Show ab Herbst 1968 mit 17 Folgen zu produzieren, wandte er dieselbe Strategie wie bei den Monkees an. Er setzte den erfolgreichen Komponisten Jeff Barry als Texter ein, dieser brachte Toni Wine als Sessionsängerin mit. Kirshner wiederum holte den erfahrenen Sessionsänger Ron Dante als Leadsänger dazu. Als Sessionmusiker wurden Ron Frangipane (Keyboards), Dave Appell (Gitarre), Chuck Rainey (Bass) und Gary Chester (Schlagzeug) engagiert. Die künstlich zusammengestellte Gruppe war nur für Studioauftritte gedacht, sie existierte nie wirklich als Gruppe und trat nicht in Shows auf.
Die Sessionmusiker erhielten im September 1968 formal als Archies bei Kirshners Calendar Records einen Plattenvertrag. Die Zeichentrickserie The Archie Show startete national samstags bei CBS am 14. September 1968 und lief ein Jahr bis zum 30. August 1969. Die Fernsehserie baute auf den Zeichentrickfiguren The Archies auf, die Comic-Buch-Herausgeber John L. Goldwater ab Dezember 1942 in Zeitungen veröffentlicht hatte. Die jugendlichen Bandmitglieder der Comic-Serie waren zunächst Archie Andrews (Gitarre), Reggie Mantle (Gitarre, Begleitung) und Jughead Jones (Schlagzeug), später kamen Betty Cooper (Tamburin) und Veronica Lodge (Keyboard) dazu.
Die Serie handelt von Archie, der gleichzeitig in Betty und Veronica verliebt ist und sich zwischen beiden nicht entscheiden kann. Mit Einschaltquoten von bis zu 75 % gehörte die Serie zu den absoluten Erfolgsserien im US-Fernsehen.

## Singles
Als erste Single erschien im September 1968 parallel zum Beginn der Fernsehserie der Titel Bang-Shang-A-Lang, der ebenso die oberen Ränge der Pop-Hitparaden verfehlte wie die Nachfolge-Single Feelin’ so Good (S. k. o. o. b. y. - D. o. o.), die im Dezember 1968 auf den Markt kam.

Archies – Sugar, Sugar

Sugar, Sugar wurde die dritte Single der Archies betitelt und im Januar 1969 im RCA Manhattan-Studio A aufgenommen, arrangiert und produziert von Jeff Barry, von dem beinahe alle anfänglichen Titel als alleiniger Autor geschrieben wurden – so auch die erste Platte Bang-Shang-A-Lang. Der noch unbekannte Kanadier Andy Kim steuerte mit zum interpretierbaren Text bei und war für die Musik verantwortlich.
Die im Juni 1969 als Sugar, Sugar / Melody Hill (Calendar #1008) veröffentlichte Single blieb zunächst erfolglos. Der Durchbruch kam erst im Juli 1969, als die progressive Radiostation KYA in San Francisco die Platte wiederholt spielte und die Drogenszene die Passage „pour your sugar on me“ als Drogenbezug interpretierte. Bis 30. August 1969 wurden 1 Million Exemplare verkauft, am 30. Oktober 1969 bereits über 3 Millionen alleine in den USA, eine weitere Million kam in Großbritannien hinzu. Außer in den USA (4 Wochen) und GB (8 Wochen) war die Platte noch in 6 weiteren Ländern Nummer eins, auch in Deutschland (zusammengefasst für 7 Wochen). Weltweit wurden mindestens 6 Millionen Exemplare umgesetzt.
Weitere Single-Veröffentlichungen bis ins Jahr 1972 konnten nicht an den vorherigen Erfolg anknüpfen, sodass die Gruppe stark mit Sugar, Sugar identifiziert wird.
Die Gruppe erhielt 1970 durch Leserwahl den Silbernen Bravo Otto der deutschen Jugendzeitschrift Bravo.

## Diskografie

### Alben
| Jahr | Titel                                       | Höchstplatzierung, Gesamtwochen, AuszeichnungChartplatzierungen (Jahr, Titel, Platzierungen, Wochen, Auszeichnungen, Anmerkungen) | Höchstplatzierung, Gesamtwochen, AuszeichnungChartplatzierungen (Jahr, Titel, Platzierungen, Wochen, Auszeichnungen, Anmerkungen) | Anmerkungen                                                      |
| Jahr | Titel                                       | DE | US | Anmerkungen                                                      |
| ---- | ------------------------------------------- | --- | --- | ---------------------------------------------------------------- |
| 1969 | The Archies                                 | — | US88 (21 Wo.)US | Erstveröffentlichung: 1968 Produzenten: Jeff Barry, Don Kirshner |
| 1969 | Sugar Sugar (DE) / Everything’s Archie (US) | DE25 (4 Wo.)DE | US66 (36 Wo.)US | Erstveröffentlichung: August 1969 Produzent: Jeff Barry          |
| 1970 | Jingle Jangle                               | — | US125 (10 Wo.)US | Erstveröffentlichung: Dezember 1969 Produzent: Jeff Barry        |
| 1970 | Sunshine                                    | — | US137 (6 Wo.)US | Erstveröffentlichung: August 1970 Produzent: Jeff Barry          |

Weitere Alben
- 1971: This Is Love
- 2008: The Archies Christmas Party
- 2016: Sugar, Sugar

### Kompilationen
| Jahr | Titel                     | Höchstplatzierung, Gesamtwochen, AuszeichnungChartplatzierungen (Jahr, Titel, Platzierungen, Wochen, Auszeichnungen, Anmerkungen) | Höchstplatzierung, Gesamtwochen, AuszeichnungChartplatzierungen (Jahr, Titel, Platzierungen, Wochen, Auszeichnungen, Anmerkungen) | Anmerkungen                                               |
| Jahr | Titel                     | DE | US | Anmerkungen                                               |
| ---- | ------------------------- | --- | --- | --------------------------------------------------------- |
| 1970 | The Archies Greatest Hits | — | US114 (12 Wo.)US | Erstveröffentlichung: November 1970 Produzent: Jeff Barry |

Weitere Kompilationen
- 1977: The Archies (2 LPs)
- 1979: The Archies
- 1981: Straight A’s
- 1982: So Good
- 1984: The Grooviest Hits of the Archies
- 1985: Greatest Hits
- 1988: 20 Greatest Hits
- 1992: Sugar Sugar: 20 Greatest Hits
- 1992: The Very Best Of
- 1994: The Great Archies
- 1994: Sugar Sugar
- 1997: Greatest Hits
- 1999: Sugar, Sugar …

### Singles
| Jahr | Titel Album                                                        | Höchstplatzierung, Gesamtwochen, AuszeichnungChartplatzierungen (Jahr, Titel, Album, Platzierungen, Wochen, Auszeichnungen, Anmerkungen) | Höchstplatzierung, Gesamtwochen, AuszeichnungChartplatzierungen (Jahr, Titel, Album, Platzierungen, Wochen, Auszeichnungen, Anmerkungen) | Höchstplatzierung, Gesamtwochen, AuszeichnungChartplatzierungen (Jahr, Titel, Album, Platzierungen, Wochen, Auszeichnungen, Anmerkungen) | Höchstplatzierung, Gesamtwochen, AuszeichnungChartplatzierungen (Jahr, Titel, Album, Platzierungen, Wochen, Auszeichnungen, Anmerkungen) | Höchstplatzierung, Gesamtwochen, AuszeichnungChartplatzierungen (Jahr, Titel, Album, Platzierungen, Wochen, Auszeichnungen, Anmerkungen) | Anmerkungen                                                           |
| Jahr | Titel Album                                                        | DE | AT | CH | UK | US | Anmerkungen                                                           |
| ---- | ------------------------------------------------------------------ | --- | --- | --- | --- | --- | --------------------------------------------------------------------- |
| 1968 | Bang-Shang-A-Lang The Archies                                      | — | — | — | — | US22 (13 Wo.)US | Erstveröffentlichung: 31. August 1968 Autor: Jeff Barry               |
| 1968 | Feelin’ so Good (S. k. o. o. b. y. - D. o. o.) Everything’s Archie | — | — | — | — | US53 (8 Wo.)US | Erstveröffentlichung: 14. Dezember 1968 Autoren: Andy Kim, Jeff Barry |
| 1969 | Sugar, Sugar Everything’s Archie                                   | DE1 Gold · (22 Wo.)DE | AT1 (20 Wo.)AT | CH2 (16 Wo.)CH | UK1 Gold · (26 Wo.)UK | US1 Gold · (22 Wo.)US | Erstveröffentlichung: 19. Mai 1969 Autoren: Andy Kim, Jeff Barry      |
| 1969 | Jingle Jangle                                                      | DE7 (14 Wo.)DE | — | — | — | US10 Gold · (13 Wo.)US | Erstveröffentlichung: 22. November 1969 Autoren: Andy Kim, Jeff Barry |
| 1970 | Who‘s Your Baby? –                                                 | DE21 (8 Wo.)DE | — | — | — | US40 (7 Wo.)US | Erstveröffentlichung: 28. Februar 1970 Autoren: Andy Kim, Jeff Barry  |
| 1970 | Sunshine                                                           | DE26 (6 Wo.)DE | — | — | — | US57 (7 Wo.)US | Erstveröffentlichung: 20. Juni 1970                                   |

Weitere Singles
- 1970: Together We Two
- 1971: This Is Love
- 1971: A Summer Prayer for Peace
- 1972: Love Is Living in You
- 1972: Strangers in the Morning
- 1972: Plum Crazy
- 1980: Sugar, Sugar (Special Extended Candyfloss Mix)
- 1991: Sugar, Sugar (DJ Les and the Kool Kat feat. The Archies)

## Auszeichnungen für Musikverkäufe
| Platin-Schallplatte - Neuseeland - 2022: für die Single Sugar, Sugar |

Anmerkung: Auszeichnungen in Ländern aus den Charttabellen bzw. Chartboxen sind in ebendiesen zu finden.
| Land/RegionAuszeichnungen für Musikverkäufe (Land/Region, Auszeichnungen, Verkäufe, Quellen) | Gold     | Platin  | Verkäufe  | Quellen          |
| -------------------------------------------------------------------------------------------- | -------- | ------- | --------- | ---------------- |
| Deutschland (BVMI)                                                                           | Gold1    | —       | 500.000   | Einzelnachweise  |
| Neuseeland (RMNZ)                                                                            | —        | Platin1 | 30.000    | radioscope.co.nz |
| Vereinigte Staaten (RIAA)                                                                    | 2× Gold2 | —       | 2.000.000 | riaa.com         |
| Vereinigtes Königreich (BPI)                                                                 | Gold1    | —       | 400.000   | bpi.co.uk        |
| Insgesamt                                                                                    | 4× Gold4 | Platin1 |           |                  |